# Тип (биология)
Тип (на латински: phylum) в биологията е ниво на класификация или таксономичен ранг под царство и над клас. В ботаниката и бактериологията му съответства термина отдел (на латински: divisio). Царството на животните съдържа 31 типа, растителното царство – 14 типа, а сред гъбите се открояват 8 типа.